# Body Guards - Guardie del corpo
Body Guards - Guardie del corpo è un film del 2000, diretto da Neri Parenti, con Christian De Sica, Massimo Boldi, Biagio Izzo e Enzo Salvi.

## Trama
Il tenente Fabio Leone, il maresciallo Paolo Pecora e l'appuntato Ciro Marmotta, tre carabinieri pasticcioni, vengono espulsi dall'arma per aver fatto saltare un'importante operazione internazionale di narcotraffico. Decidono così di farsi assumere come guardie del corpo nell'agenzia di un ex tenente dei carabinieri amico di Marmotta.
Ai tre vengono affidati dei casi di prova per testare le loro capacità: Leone deve fare la guardia del corpo di Victoria Silvstedt, con il compito di evitare che accada come l’anno precedente, ovvero che la modella svedese non si presenti alla sfilata che la attende. Victoria però dà subito problemi a Leone, perché scopre che il suo fidanzato la tradisce e vuole quindi raggiungerlo a Capri. Leone cerca di assecondarla in ogni modo purché lei lo assicuri che faranno in tempo ad arrivare alla sfilata. Poco prima della sfilata però Victoria scopre un nuovo tradimento e così per la disperazione si ubriaca. Leone decide allora di sostituirsi a lei per salvare il posto ma combina solo guai alla sfilata. Pecora deve invece fare la guardia del corpo di Anna Falchi e crede speranzoso di doverla sorvegliare mentre fa le foto nuda per il suo nuovo calendario in uno zoo, rimanendo quindi fortemente deluso quando scopre che dovrà invece fare la guardia alla cagnetta della Falchi. Nel tentativo di spiare la Falchi mentre fa le foto combina una serie di guai mettendo in pericolo più volte se stesso e la cagnolina, e nonostante riesca anche a salvarla da un alligatore, finirà per farla cadere dalla casa di Anna Falchi al termine della missione. Ciro Marmotta, seguito dalla famiglia barese Savino e Teresa Incoronato, invece deve fare da guardia del corpo a Luca Laurenti, ma scambiandolo per Paolo Bonolis, fa immaginare all'assistito di essere su Scherzi a parte e lo fa finire nelle mani di alcuni rapinatori di banca.
I tre, licenziati per i guai causati, provano a riscattarsi sottraendo all'agenzia un caso di cui sono venuti a conoscenza fortunosamente, il servizio di sicurezza di una beauty farm frequentata da gente dello spettacolo. Ai tre si unisce Romolo, detto "Er Cobra", l'aiutante magazziniere dell'agenzia che sogna di diventare guardia del corpo e che minaccia i tre di dire tutto se non lo porteranno con loro.
I quattro finiscono per combinare altri disastri: Leone e Pecora che dovevano controllare un vecchio maestro di musica affetto da cardiopatia e dal vizio del sesso, se lo ritrovano morto d'infarto a seguito di un cocktail di alcol e viagra; Marmotta addetto alla sicurezza di Megan Gale finisce per intromettersi nella sua relazione segreta con Massimo Giletti, causando ripetute aggressioni al presentatore. Romolo finisce per sabotare le terapie di Gigi Marzullo.
Romolo apre un sito internet in cui fa credere di gestire un'agenzia di bodyguard e di avere come cliente la top model Cindy Crawford; così, invece di licenziarli, l'agenzia li utilizza per fare da guardie del corpo ad una finta Crawford, per depistare un maniaco che la minaccia. In realtà il maniaco è il fratello della sosia con il quale è in combutta per sostituire la modella alla vera Crawford, così i quattro si trovano a trasportare la vera modella credendola la sosia, che dopo aver chiamato il suo manager, rivela che la vera Cindy ha un tatuaggio a forma di farfalla e a consegnarla al maniaco credendolo un uomo dell'agenzia.
Licenziati, i quattro si ritrovano davanti ad un motel alla ricerca della modella ma Leone si imbatte in una coppia di sadomasochisti, Pecora di nuovo in Anna Falchi e Marmotta con Megan e la coppia barese Savino e Teresa Incoronato. Dopo varie peripezie riescono a salvare la vita alla modella, ricevendo i complimenti di Codispoti che propone il loro reintegro in squadra. I quattro però rifiutano, decidendo di mettersi in proprio, anche perché si accorgono di aver ritrovato la sosia e non la vera Crawford, (dopo aver visto che non ha il tatuaggio).

## Produzione
Nel film compare in un cameo il regista Neri Parenti, nella parte di un manovale dello zoo che cambia il cartello con quello di un bisonte. Il film è stato girato tra Roma (piazza di Spagna, Hotel Hilton Rome Cavalieri, piazza di Santa Maria di Galeria, via Cassia 1801, piazza di Siena, Bioparco, edificio in viale Gioachino Rossini 10), Fossignano (parco Zoo delle Star), Carmignano (villa dei Cento Camini), Monte Argentario (spiaggia dello Sbarcatello).
La canzone che si può ascoltare nel trailer, all'inizio e alla fine è Lady (Hear Me Tonight) dei Modjo.

## Accoglienza
La pellicola ha riscontrato un buon successo al box office, incassando 9972363 €.

## Distribuzione
Il film è uscito nelle sale Italiane il 22 dicembre 2000.